# Heinz Grabowski
Heinz Grabowski (* 13. November 1920 in Osterode am Harz; † 21. August 1945) war ein deutscher SS-Untersturmführer und als erster Lagerführer im Außenlager Rottleberode des KZ Buchenwald und ab 1944 des KZ Mittelbau-Dora eingesetzt.

## Leben
Heinz Grabowski trat zum 1. August 1938 der SS bei (SS-Nummer 316.917) und wurde zum 30. Januar 1944 zum Untersturmführer befördert. Er war vom 9. März bis November 1944 im Alter von 22 Jahren als erster Lagerführer des KZ-Außenlagers Rottleberode eingesetzt. Als solcher war er u. a. für den Einsatz der Häftlinge in der Heimkehle zuständig. Ab Juli 1944 musste ein Teil der Häftlinge auch auf benachbarten Baustellen und im Sägewerk Uftrungen arbeiten. Sein Nachfolger wurde Erhard Brauny.
Nach dem Ende des Zweiten Weltkrieges wurde Heinz Grabowski inhaftiert und vermutlich in Merseburg als Kriegsverbrecher zum Tode verurteilt und hingerichtet.